# VIP-Flights
VIP-Flights war eine deutsche Charterfluggesellschaft mit Sitz in München. Sie bestand von 1999 bis 2013 und betrieb mehrere Geschäftsreiseflugzeuge des Typs Cessna Citation.

## Geschichte
Die Gesellschaft wurde 1999 mit der Anschaffung eines Cessna CitationJets als Dr. Schenk Flugbetrieb GmbH vom Namensgeber gegründet. Im Jahre 2007 wurden die Flotte durch zwei weitere Maschinen, ein Cessna CitationJet C525 und eine Cessna Citation XLS erweitert. Das Unternehmen organisierte Passagier- und Transportflüge. Im November 2008 wurde die Firma in VIP-Flights umbenannt. Im August 2013 besaß die Firma keine Betriebsgenehmigung des Luftfahrt-Bundesamtes mehr und durfte somit mit eigenen Flugzeugen keine gewerblichen Flüge durchführen. Im August 2013 wurde die Gesellschaft liquidiert.

## Flotte
Mit Stand April 2013 bestand die Flotte der VIP-Flights aus zwei Flugzeugen:
- 1 Cessna CitationJet 525 (D-IMMI)
- 1 Cessna Citation Sovereign (D-CBAY)